# Phacidiopycnis malorum
Phacidiopycnis malorum är en svampart som beskrevs av Potebnia 1912. Phacidiopycnis malorum ingår i släktet Phacidiopycnis och familjen Bulgariaceae.   Inga underarter finns listade i Catalogue of Life.